# Romanós Alyfantís
Romanós Iásonas Alyfantís –en griego, Ρωμανός Ιάσονας Αλυφαντής– (21 de marzo de 1986) es un deportista griego que compitió en natación. Ganó una medalla de plata en el Campeonato Europeo de Natación en Piscina Corta de 2005, en la prueba de 100 m braza.

## Palmarés internacional
| Campeonato Europeo en Piscina Corta | Campeonato Europeo en Piscina Corta | Campeonato Europeo en Piscina Corta | Campeonato Europeo en Piscina Corta |
| Año                                 | Lugar                               | Medalla                             | Prueba                              |
| ----------------------------------- | ----------------------------------- | ----------------------------------- | ----------------------------------- |
| 2005                                | Trieste (Italia)                    | Medalla de plata                    | 100 m braza                         |